# خاکشیر مرتفع
خاکشیر مرتفع (نام علمی: Sisymbrium altissimum) نام یک گونه از سرده خاکشیر است.